# Dasychira obliqua (Bethune-Baker)
Dasychira obliqua is een vlinder uit de familie spinneruilen (Erebidae), onderfamilie donsvlinders (Lymantriinae). De wetenschappelijke naam van deze soort is als Aroa obliqua voor het eerst gepubliceerd in 1911 door Bethune Baker.
De soort komt voor in tropisch Afrika.